# Steinunn Sigurðardóttir (författare)
Steinunn Sigurðardóttir, född 1950 i Reykjavik, är en isländsk författare. Hon studerade psykologi vid universitet i Dublin och har arbetat som journalist, programledare i TV och översättare.
Hon debuterade med den komplexa, modernistiska diktsamlingen Sífellur (I det oändliga), 1969 som följdes av ett par mer utåtriktade samlingar i nyrealistisk stil. Hennes novellsamlingar, Sögur til næsta bæjar (Historier som är värda att berätta vidare), 1981 och Skáldsögur (Romaner) 1983, är samhällskritiska, satiriska och språkmedvetna. Sitt genombrott fick hon med romanen Tímaþjófurinn, 1986 (svensk översättning: Tidstjuven, 1992), en originell kärleksberättelse som blandar dikter, brev och dagboksanteckningar och skildrar förhållandet mellan subjekt, förlust och tid. I kortromanen Ástin fiskanna, 1993 (Fiskarnas kärlek, 1994), återkommer temat med inslag av folksagor och myter. Hjartastaður (Hjärttrakten, 1995), är en roman som anknyter till magisk realism och handlar om förhållandet mellan mor och dotter på en resa tvärs över Island.